# Worlds Apart (film, 2008)
Pour plus de détails, voir Fiche technique et Distribution.
Worlds Apart (To verdener) est un film dramatique danois réalisé par Niels Arden Oplev et sorti en 2008. Le scénario est écrit par Niels Arden Oplev et Steen Bille.      
Le film met en vedette Rosalinde Mynster et Pilou Asbæk. Basé sur une histoire vraie, le film raconte l'histoire d'une jeune Témoin de Jéhovah de 17 ans qui lutte pour réconcilier sa foi et sa romance secrète avec un garçon non croyant.  
Worlds Apart a été présenté au Festival international du film de Berlin 2008 et a été soumis par le Danemark pour l'Oscar du meilleur film en langue étrangère 2009.   

## Synopsis
Sara est une adolescente qui vit avec sa famille, qui sont des Témoins de Jéhovah. L'image pieuse de la famille est remise en question lorsque les parents divorcent à la suite de l'infidélité du père. Un soir, lors d'une fête, Sara rencontre Teis, un garçon plus âgé qui s'intéresse à elle. Teis n'est pas un témoin et leur relation est rejetée par son père, mais Sara tombe amoureuse et commence à douter de sa foi. Face à l'ostracisme de sa foi et de sa famille, Sara doit faire le choix le plus difficile de sa jeune vie. 

## Fiche technique
- Titre original : To verdener
- Titre français : To verdener
- Réalisation : Niels Arden Oplev
- Scénario : Niels Arden Oplev, Steen Bille, d'après des faits réels
- Photographie : Lars Vestergaard
- Montage : Anne Østerud
- Musique : Jakob Groth
- Photographe de plateau : Jens Juncker-Jensen
- Pays d'origine : Danemark
- Langue originale : danois
- Format : couleur
- Genre : dramatique
- Durée : 116 minutes
- Dates de sortie :
  - Allemagne : 11 février 2008  (Berlin International Film Festival)
  - Danemark : 22 février 2008
  - Belgique : 10 octobre 2008 (Gent International Film Festival)

## Distribution
- Rosalinde Mynster : Sara (comme Rosalinde Spanning)
- Pilou Asbæk : Teis
- Jens Jørn Spottag : Andreas
- Sarah Boberg : Karen (comme Sarah Kjærgaard Boberg)
- Anders W. Berthelsen : John
- Sarah Juel Werner : Elisabeth
- Jacob Ottensten : August (comme Jacob August Ottensten)
- Thomas Knuth-Winterfeldt : Jonas
- Charlotte Fich : Jette
- Hans Henrik Voetmann : Vagn
- Catrine Beck : Thea
- Hans Henrik Clemensen : Erik
- Lasse Handberg : Mand med baby
- Jytte Kvinesdal : Theas mor
- Amalie Lindegård : Charlotte
- Helene Reingaard Neumann : Mona
- Curt Skov : Finn
- Regitze Stampe : Ekspedient